# Lockhartia parthenocomos
Lockhartia parthenocomos es una especie de orquídea epifita originaria de América.

## Descripción
Es una orquídea de tamaño pequeño con hábitos de epifita.

## Distribución y hábitat
Se encuentra en Guyana, Venezuela, Colombia, Ecuador, Perú y Brasil en elevaciones de 1600 a 2500 metros, en los bosques montanos y bosques nublados.

## Taxonomía
Lockhartia parthenocomos fue descrita por (Rchb.f.) Rchb.f. y publicado en Botanische Zeitung (Berlin) 10: 767. 1852.
Etimología
Lockhartia: nombre genérico otorgado en homenaje a Sir David Lockhart, superintendente del Imperial Jardín Botánico de Trinidad y Tobago, en el siglo XVIII.
parthenocomos: epíteto latíno que significa "pelo de la virgen".
Sinonimia
- Fernandezia parthenocomos Rchb.f. (basónimo)
- Lockhartia parthenocomos var. crispula Regel[6]